# Indotyphlops malcolmi
Espèce
Synonymes
- Typhlops malcolmi Taylor, 1947

Indotyphlops malcolmi est une espèce de serpents de la famille des Typhlopidae. 

## Répartition
Cette espèce est endémique du Sri Lanka.

## Description
L'holotype d"Indotyphlops malcolmi mesure 107 mm dont 4,5 mm pour la queue et dont le diamètre à la moitié du corps est de 3,45 mm. Cette espèce a le dos brun et présente huit lignes longitudinales. Sa face ventrale est crème ou couleur chair sans pigmentation à l'exception d'une bande brun clair au niveau de la gorge.

## Étymologie
Cette espèce est nommée en l'honneur de Malcolm Arthur Smith.

## Publication originale
- Taylor, 1947 : Comments on Ceylonese snakes of the genus Typhlops with descriptions of new species. University of Kansas science bulletin, vol. 31, no 13, p. 283-298 (texte intégral).